# Cladonia nana
Cladonia nana Vain. (1894), è una specie di lichene appartenente al genere Cladonia,  dell'ordine Lecanorales.
Il nome proprio deriva dal latino nana, che significa nana, di piccole dimensioni, ad indicarne la forma.

## Caratteristiche fisiche
Il tallo ha le squamule provviste di soredio in gran parte degli esemplari, in alcuni ne è sprovvisto. I podezi, quando presenti, si ergono appena sopra il tallo squamuloso, in quanto di piccole dimensioni.
Il fotobionte è principalmente un'alga verde delle Trentepohlia.
All'esame cromatografico sono state rilevate tracce di acido fumarprotocetrarico.

## Località di ritrovamento
La specie è stata rinvenuta nelle seguenti località:
- Brasile (Rio Grande do Sul);
- Cina, Costa Rica, Hong Kong, Isole Azzorre, Panama, Saint Lucia, Venezuela

## Tassonomia
Questa specie appartiene alla sezione Helopodium; attualmente questa sezione viene suddivisa dai lichenologi in 5 aggregati, uno dei quali, monofiletico, contiene la C. nana, insieme a C. peziziformis, C. neozelandica e C. cartilaginea;
A tutto il 2008 non sono state identificate forme, sottospecie e varietà.